# Cnaeus Flavius
Cnaeus Flavius est un homme politique romain du IVe siècle av. J.-C.
Il fut scribe ou secrétaire d'Appius Claudius Caecus, et fils d'un affranchi. Il déroba à Appius et publia un recueil des formules à prononcer, sans lesquelles une procédure juridique ne pouvait être valable, formules à la fois juridiques et religieuses que les patriciens avaient jusqu'alors cachées soigneusement au peuple, celles-ci étant conservées dans les archives des pontifes. De la même manière, il rendit publics les jours durant lesquels il était possible religieusement d'intenter des procès, selon que ces jours soient favorables religieusement ou non (fasti ou nefasti).

« Il dévoila au public les formules de jurisprudence qui étaient en réserve entre les mains des pontifes, comme au fond d'un sanctuaire ; et, pour mettre les citoyens à portée de connaître par eux-mêmes les jours où la religion permettait de vaquer aux procès, il fit placer autour du Forum le tableau des fastes. »

— Tite-Live, 9, 46, 5.
À ces récits rapportés par Tite-Live et par le Digeste, Cicéron ajoute dans le Pro Murena que « (…) si furieux et craignant que la publication et la connaissance du calendrier ne permissent d'agir en justice sans leur assistance, (les pontifes) combinèrent d'autres formules pour pouvoir intervenir dans toutes les affaires ».
Il acquit par là une grande popularité : il fut élu édile curule et tribun de la plèbe en 303 av. J.-C. et entra par la suite au Sénat.

## Place de Cnaeus Flavius dans l’histoire du droit romain
La décision de Cnaeus Flavius de publier les formules juridico-religieuses permettant d’intenter un procès ainsi que celle de la publication des jours fastes et néfastes permettant ou non un tel procès marquent une étape dans le passage du droit de l’oralité à l’écrit, il en marque une aussi dans sa laïcisation progressive. Une première étape avait été celle de la publication de la Loi des XII Tables, où pour la première fois les textes de loi furent gravés et affichés. L’acte de Cnaeus Flavius est une nouvelle étape dans ce processus.
Le droit, ius en latin, a en effet commencé par être oral. Les linguistes traduisent d’ailleurs le mot « ius » par formule. Comme le définit André Magdelain, « la parole est efficace, c’est de là qu’il faut partir pour comprendre la force opératoire des actes de droit sacré et de droit civil. La loi elle-même doit être dicta avant d’être affichée.»
Cette publication aboutit au Ius ciuile Flauianum, volume encore connu en 530 de notre ère, au moment où une compilation importante des textes de droit romain est publiée sous le nom de Digeste.

## Sources antiques
- Tite-Live, 9, 46, 5.
- Digeste, 1, 2, 2, 7.